# César Capilla
César Capilla, all'anagrafe César Díaz Capilla (Madrid, 15 gennaio 1974), è un attore, regista e doppiatore spagnolo, noto per aver interpretato il ruolo di Tiburcio Cosimo nella soap Il segreto (El secreto de Puente Viejo).

## Biografia
César Capilla è nato il 15 gennaio 1974 a Madrid (Spagna), dall'attrice e dipendente di TVE, Ángela Capilla.

## Carriera
César Capilla ha iniziato la sua carriera di attore da giovanissimo. Il primo lavoro che ha svolto è stato quando aveva quattro anni in campo televisivo, rappresentando l'opera La Taberna di Émile Zola presso l'Estudio 1.
Quando ha raggiunge l'età adulta, ha studiato comunicazione audiovisiva presso l'università, ma dopo diversi anni la lascia per dedicarsi interamente alla sua carriera professionale come attore. Si è formato in doppiaggio, teatro, teatro musicale e cinema presso la scuola di cinematografia e audiovisivo della comunità di Madrid (ECAM).
Il successo più riconosciuto di è dovuto al divertente e popolare Patrick Stella, un personaggio della serie animata per bambini SpongeBob, che doppia insieme ad altri grandi artisti riconosciuti nel doppiaggio spagnolo come Álex Saudinós. Ha lavorato anche come attore di finzione in diverse produzioni spagnole negli ultimi anni come Per sempre (Amar es para siempre), Centro médico e Cuéntame como pasó su Televisión Española. Ha anche lavorato come direttore del doppiaggio e ha recitato nel film Desconocido - Resa dei conti (El desconocido) diretto da Daniel de la Torre e dove ha interpretato il ruolo di Luis Tosar.
Nel 2001 ha iniziato a lavorare come doppiatore nell'industria dei videogiochi. Da allora fino ad oggi, ha lavorato a videogiochi come l'universo di World of Warcraft nel 2007, nel 2008, nel 2010, nel 2012 e nel 2014 con l'uscita dei nuovi capitoli della saga. Ha anche rappresentato Lyndon el canalla in Diablo III (2012), Battlefield 3 e ha partecipato a Uncharted: L'eredità perduta nel 2017. Ma senza dubbio, una delle sfide più speciali per l'attore è stata Gollum nel videogioco La Tierra Media: Sombras de Mordor, a causa della complessità del timbro vocale che gli era stato imposto in precedenza nella trilogia de Il Signore degli Anelli a cui il videogioco è ispirato.
Ha lavorato come direttore del doppiaggio e ADR in spagnolo in videogiochi riconoscibili come Overwatch, dove ha anche interpretato Junkrat, uno dei personaggi della trama; The Order: 1886 con Álex de la Iglesia come direttore creativo del processo di doppiaggio del titolo, Tomb Raider, F1 2009 nel 2012, nel 2013 e nel 2014. Fa anche parte di Watch Dogs 2, Halo 5: Guardians, il sequel di Jurassic World della famosa trilogia di Jurassic Park, World of Warcraft il videogioco di successo degli ultimi tempi The Last of Us con oltre 240 premi come miglior videogioco dell'anno.
Oltre al settore dei videogiochi, è professionista anche nel doppiaggio di film e serie, dove ha partecipato con ruoli di diversa rilevanza a molte produzioni, tra cui il film X-Men: primera generación della celebre saga degli X-Men, The Dark Knight prodotto dal regista di successo Christopher Nolan dall'universo di Batman, la serie originale della piattaforma digitale Netflix, BoJack Horseman; e molte altre serie di fama mondiale come Grey's Anatomy, I Soprano, Dexter, Breaking Bad, I Griffin, o la grande produzione HBO, Il Trono di Spade.
Nel 2017 ha fatto parte del cast della serie di documentari Conquistadores: Adventum dove ha interpretato il ruolo del Capitano Enciso. Dal 2017 al 2020 è stato scelto per interpretare il ruolo di Tiburcio Comino nella soap opera in onda su Antena 3 Il segreto (El secreto de Puente Viejo).

## Filmografia

### Attore

#### Cinema
- Reflejos, regia di Miguel Ángel Vivas (2002)
- Peor imposible, ¿qué puede fallar?, regia di David Blanco e José Semprún (2002)
- Welcome 2 Ibiza, regia di David Winters (2003)
- Cachorro, regia di Miguel Albaladejo (2004)
- The Lost City, regia di Andy Garcia (2005)
- La fiesta del Chivo, regia di Luis Llosa (2005)
- Secuestrados, regia di Miguel Ángel Vivas (2010)
- Desconocido - Resa dei conti (El desconocido), regia di Dani de la Torre (2015)

#### Televisione
- Al norte del corazón – serie TV (1997)
- El comisario – serie TV (2000-2001)
- Periodistas – serie TV (2001)
- Compañeros – serie TV (2001)
- La verdad de Laura – serie TV (2002)
- Los Serrano – serie TV (2004)
- Paso adelante (Un paso adelante) – serie TV (2005)
- Cuéntame cómo pasó – serie TV (2007-2008, 2011)
- Hospital Central – serie TV (2007, 2009, 2011)
- Águila Roja – serie TV (2010)
- El internado – serie TV (2010)
- Vuelo IL8714 – miniserie TV (2010)
- Fisica o chimica (Física o Química) – serie TV (2010)
- Ángel o demonio – serie TV (2011)
- Hoy quiero confesar – miniserie TV (2011)
- The Avatars – serie TV (2013)
- Los misterios de Laura – serie TV (2014)
- Per sempre (Amar es para siempre) – soap opera (2015)
- Centro médico – serie TV (2017)
- Apaches – serie TV (2017)
- Conquistadores Adventum – miniserie TV (2017)
- La cattedrale del mare (La catedral del mar) – serie TV (2017)
- Il segreto (El secreto de Puente Viejo) – soap opera (2017-2020)
- El Corazón del Imperio – serie TV (2021)

#### Cortometraggi
- Tesoro, regia di Miguel Ángel Vivas (1999)
- Me encantan las confusiones en los aeropuertos, regia di Jaime Bartolomé (1999)
- Cien por cien técnica, regia di Alejandro R. Morales (2000)
- El hijo de John Lennon, regia di Federico Alba (2002)
- Soñando al fénix, regia di Fernando J. Múñez (2002)
- Emporio, regia di Boris Kozlov (2004)
- La ciudad perdida (2005)
- Naúfragos (2005)
- Sicario, regia di Albert Roca (2011)

### Regista

#### Cortometraggi
- Arroz pegao, regia di César Capilla (2004)

### Doppiatore

#### Cinema
- SpongeBob - Il film, regia di Stephen Hillenburg, Mark Osborne e Sherm Cohen (2004)
- Atrapados (Trapped) (2006)
- Soy Leyenda (2007)
- Ritmo salvaje (2007)
- El caballero oscuro (2008)
- La muerte de Superman (2008)
- Monsters (2010)
- X-Men: Primera Generación (2011)
- Carnival Island (2011)
- Aviones 2 (2014)
- El viaje de Arlo (2015)
- SpongeBob - Fuori dall'acqua, regia di Paul Tibbitt e Mike Mitchell (2015)
- X-men: Apocalipsis (2016)

#### Televisione
- SpongeBob – serie animata (2000) – Patrick Stella
- Sexo en Nueva York – serie TV (2000) – Seth Robinson
- Anatomía de Grey – serie TV (2006-2008) – Ellie
- La zona muerta – serie TV (2007) – Michael Scannell
- I Soprano (The Sopranos) – serie TV (2007) – Walden Belfiore
- True Blood – serie TV (2009-2013) – Kevin Ellis
- Inazuma Eleven – serie animata (2010)
- Dexter – serie TV (2010-2012)
- Breaking Bad – serie TV (2012) – Detective Kalanchoe
- Boardwalk Empire - L'impero del crimine (Boardwalk Empire) – serie TV (2012) – Agente Selby
- Ink Master – serie TV (2013)
- Padre de Familia – serie TV (2014) – Bob Seger
- Hijos de la anarquía – serie TV (2014) – Agente Hayes
- Il Trono di Spade (Game of Thrones) – serie TV (2014) – Karl Tanner
- BoJack Horseman – serie TV (2015)
- Henry Danger – serie TV (2015) – Sebastian Sinclair
- The Gifted – serie TV (2017) – Chuck

#### Videogiochi
- SpongeBob - Il film (2004)
- Need for Speed: Carbon (2006)
- World of Warcraft (2007)
- World of Warcraft: Wrath of the Lich King (2008-2012)
- Wheelman (2009)
- League of Legends (2010)
- World of warcraft: Cataclysm (2012)
- Diablo III (2012)
- Hearthstone: Heroes of warcraft (2014)
- La Tierra Media: Sombras de Mordor (2014)
- LEGO Jurassic World (2015)
- Batman: Arkham Knight (2015)
- Lego Marvel Vengadores (2016)
- Uncharted: El legado perdido (2017)

## Doppiatori italiani
Nelle versioni in italiano dei suoi film e delle sue serie TV, César Capilla è stato doppiato da:
- Achille D'Aniello[14] ne Il segreto[15]